# 平郷県
平郷県（へいきょう-けん）は中華人民共和国河北省邢台市に位置する県。

## 歴史
前漢により設置された。西晋により廃止されたが、501年（景明2年）に北魏により再び設置された。1073年（熙寧6年）に宋代により廃止され鉅鹿県に編入されたが、1086年（元祐元年）に再び設置された。
1958年に廃止され巨鹿県に編入され、1961年には広宗県に移管されたが、1962年に再び設置され現在に至る。

## 行政区画
- 街道:中華路街道
- 鎮:平郷鎮、河古廟鎮、節固鎮、田付村鎮
- 郷:油召郷、尋召郷